# 山田耕介
山田 耕介（やまだ こうすけ、1959年12月3日- ）は、日本のサッカー指導者である。
前橋育英高等学校（群馬県）サッカー部監督・学監理事。
ザスパクサツ群馬会長。

## 来歴・人物
長崎県南高来郡国見町（現・雲仙市）出身。
高校時代は小嶺忠敏率いる島原商にサッカー部に所属し、3年時にはキャプテンとして全国高等学校総合体育大会に出場し、同校初優勝に貢献
高校卒業後は法政大学に進学し、1年時と3年時に 総理大臣杯全日本大学サッカートーナメント優勝を経験。
大学卒業後は1982年に前橋育英高校へ社会科教諭として赴任。同時にサッカー部監督に就任、チーム強化に乗り出す。
就任初年度に同校をインターハイ初出場に導くと、1985年には全国高校サッカー選手権へ出場を果たす。その後は、奈良知彦監督率いる前橋商と並んで群馬の双璧を築くこととなる。
1990年代中盤以降は全国屈指の強豪として知られるようになり、1998年・97年・01年・08年の選手権ではベスト4進出を果した。
2009年のインターハイで悲願の初優勝を達成すると、2014年には鈴木徳真や渡邊凌磨らを擁して選手権準優勝。2016年にも準優勝を果たし、翌年の第96回全国高等学校サッカー選手権大会では決勝で流通経済大柏を破り、悲願の選手権初優勝を成し遂げた。
さらに2022年のインターハイでは同校3度目となる全国制覇に導いた。。
また、2025年の103回高校サッカー選手権 では、前橋育英高等学校の優勝に導いた。